# Coniophanes alvarezi
Espèce
Statut de conservation UICN

 DD  : Données insuffisantes
Coniophanes alvarezi est une espèce de serpents de la famille des Dipsadidae.

## Répartition
Cette espèce est endémique du Chiapas au Mexique.

## Description
L'holotype de Coniophanes alvarezi, un mâle adulte, mesure 375 mm dont 93 mm pour la queue. Le plus grand des paratypes femelle mesure quant à lui 521 mm dont 111 mm pour la queue.
Cette espèce a le dos uniformément brun et la face ventrale jaune pâle immaculé hormis dans le tiers antérieur du corps où une pigmentation noire est présente. Tous les spécimens capturés par l'auteur l'ont été sous des rochers ou des rondins à proximité de clairières.

## Étymologie
Cette espèce est nommée en l'honneur de Miguel Carlos Francisco Álvarez del Toro (1917–1996), directeur de l'Instituto de Historia Natural du Chiapas, pour sa contribution à la connaissance de la faune et de la flore du Chiapas et ses efforts pour leur conservation.

## Publication originale
- Campbell, 1989 : A new species of colubrid snake of the genus Coniophanes from the highlands of Chiapas, Mexico. Proceedings of the Biological Society of Washington, vol. 102, no 4, p. 1036-1044 (texte intégral).